# Mlýn v Roudnici nad Labem
Bývalý vodní mlýn v Roudnici nad Labem v okrese Litoměřice v Ústeckém kraji je zapsaný jako kulturní památka v Ústředním seznamu nemovitých kulturních památek České republiky. Dům čp. 297, který stojí na levém břehu Labe přímo v historickém centru města, je součástí městské památkové zóny Roudnice nad Labem, vyhlášené 10. září 1992. V Památkovém katalogu Národního památkového ústavu je tento objekt charakterizován jako „cenný objekt barokního mlýna s bohatě zdobenými fasádami“, který je výrazným prvkem urbanistické struktury labského nábřeží. Ve skutečnosti je však dům čp. 297 pouze replikou původního barokního mlýna, který na tomto místě zanikl po velké povodni v roce 1890.

## Historie
V městském urbáři se první zmínka o existenci panského mlýna na levém labském břehu objevuje v roce 1592. K mlýnu již v té době pravděpodobně patřila také pila, která se nacházela na ostrově na protějším břehu labského ramene. Koncem 16. století mlýn zahrnoval dvě mlýnice, jednu s jedenácti a druhou se čtyřmi moučnými koly. Vnější podoba budovy mlýna ze 16. století se však nedochovala. Areál pily na ostrově tvořil domek pro pilaře a kůlna na prkna. Povinnost mlít své obilí v roudnickém mlýně mělo v oněch dobách celkem 513 obyvatel z nejbližších vesnic a osad.
V 17. století se měly uskutečnit stavební úpravy jezů a roudnického mostu, avšak kvůli vpádu saských vojsk do Čech tyto práce neproběhly, jak měly, a stavby u řeky, včetně mlýna a pily, značně zchátraly. Staré jezy byly zbořeny teprve až v roce 1737. V roce 1738 byl zbořen i starý mlýn a na jeho místě byla připravena stavba nového objektu. Stavba byla zahájena slavnostním položením základního kamene 11. června 1738, kámen na stavbu byl dovážen od Brzánek, Přestavlk a Nelahozevsi. Stavba byla zadána polírovi Václavu Škodovi a vybudování mlýnského zařízení měl na starosti pražský mlynář Jakub Lískovec. Dotyční měli podle smlouvy vybudovat mlýn i s vodárnou během dvanácti neděl. Do konce roku 1738 byl mlýn pod střechou a bylo zahájeno mletí v prvním  z budoucích celkem pěti mlýnských složení. Dokončovací práce pak probíhaly až do roku 1744. Mlýn dostal od vrchnosti do správy mlynář Jakub Lískovec.

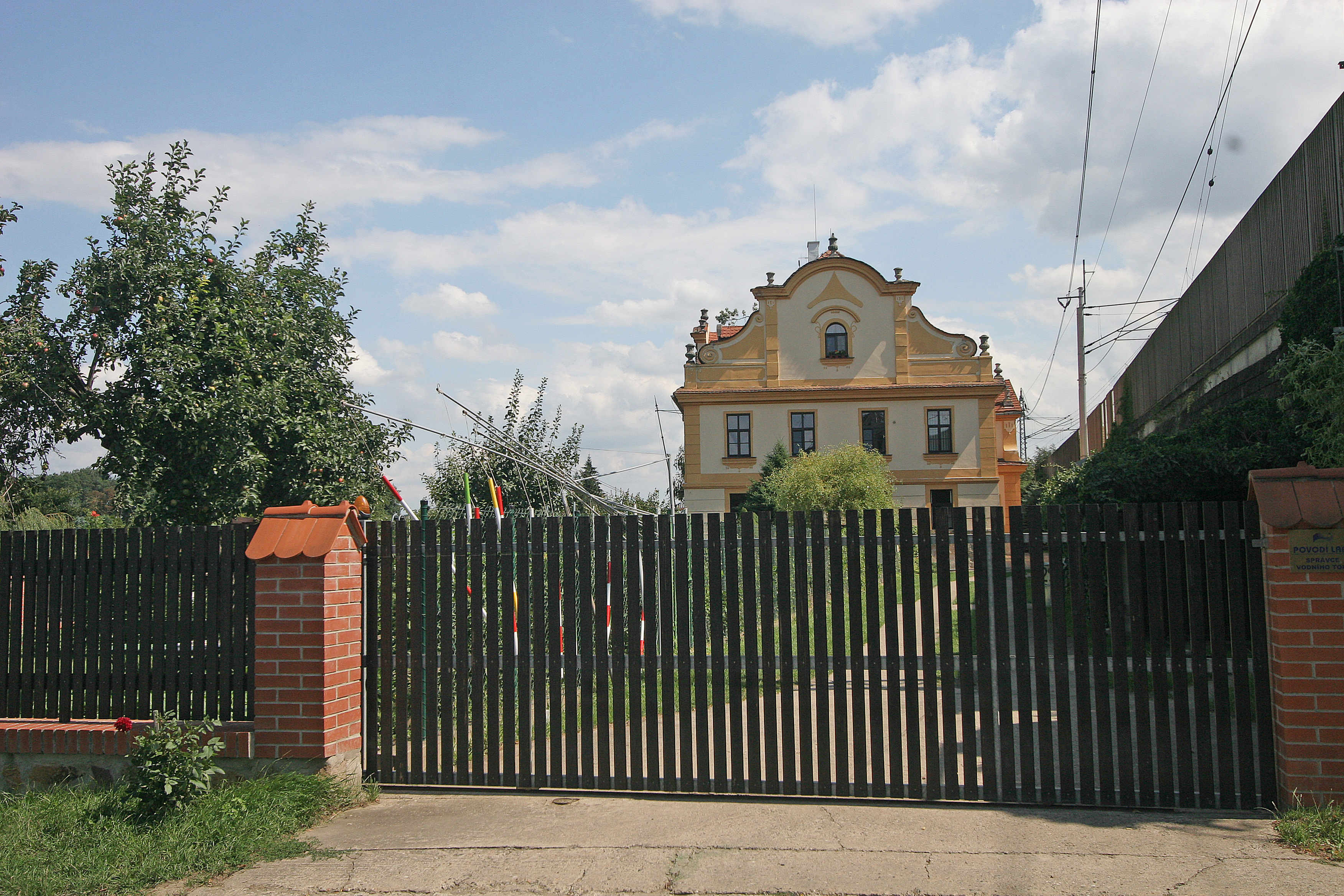
Pohled na mlýn od západu

V roce 1762 získal mlýn do pronájmu Jan Kubík, který v následujícím roce mlýn koupil. V roce 1843 byla k mlýnu opět přistavěna pila. Majitelé mlýna se často střídali, posledním z nich byl mlynář Jan Václavík, který celý mlýn zrekonstruoval v roce 1862. V roce 1890 byly pila a mlýn prakticky zničeny v průběhu velké povodně. Budova poškozeného mlýna byla zbourána o dva roky později v roce 1892. Mezi roky 1906–1910 probíhala nedaleko od místa, kde stával původní barokní mlýn, výstavba nového mostu přes Labe. V téže době  byla na základech barokního mlýna postavena kopie původní stavby, objekt pily však obnoven nebyl. Budova čp. 297 je jako majetek České republiky ve správě státního podniku Povodí Labe.

## Popis stavby
Obnovená budova někdejšího barokního mlýna se nachází v okruhu nejstaršího městského jádra, jen zhruba sedm desítek metrů vzdušnou čarou od areálu augustiniánského kláštera s kostelem Narození Panny Marie, a je výraznou stavbou na labském nábřeží.
Jedná se o rozložitou zděnou patrovou stavbu na obdélném půdorysu s dvěma bohatě zdobenými volutovými štíty u užších stran a s dalšími dvěma menšími štíty na delších stranách budovy. Fasády jsou vertikálně členěné ploše bosovanými pásy, horizontálně je plocha fasád rozdělena profilovanou hlavní římsou a podokenní a mezipatrovou pásovou římsou. Bohatá štuková výzdoba v pozdně barokním stylu je doplněná secesními prvky z počátku 20. století. Střecha budovy je sedlová, krytá taškami. Sklepy pod budovou jsou klenuté, ostatní místnosti v domě mají stropy ploché.